# Blue Ash, Ohio
Blue Ash  là một thành phố ở Quận Hamilton, Ohio, Hoa Kỳ, và khu ngoại ô của Cincinnati. Theo Thống kê Dân số Hoa Kỳ năm 2000, thành phố có dân số 12.513. Thành phố này được đặt tên theo loài cây tần bì Fraxinus quadrangulata.

## Địa lý
Blue Ash nằm tại tọa độ 39°14′50″B 84°22′34″T / 39,24722°B 84,37611°T (39,247109, −84,376038).
Theo Cục Thống kê Dân số Hoa Kỳ, thành phố này có tổng diện tích là 19,9 km² (7,7 sq mi). Trong đó, 19,8 km² (7,7 sq mi) là đất. Diện tích mặt nước chiếm 0,13% tổng diện tích. Thành phố này nằm 258 m (846 ft) trên mực nước biển.

## Nhân khẩu
Theo Thống kê Dân số Hoa Kỳ năm 2000, thành phố có dân số 12.513 người, 4.990 gia hộ, và 3.468 gia đình sống trong thành phố. Mật độ dân số là 630,7 người/km² (1.634,6 người/sq mi). Có 5.251 đơn vị nhà ở với mật độ trung bình 264,7 người/km² (686,0 người/sq mi). Trong dân số thành phố này, 87,09% là người da trắng, 5,01% là người da đen hay Mỹ gốc Phi, 0,25% là người Mỹ bản thổ, 6,39% là người gốc Á, 0,02% là người gốc Thái Bình Dương, 0,29% từ các chủng tộc khác, và 0,96% từ hơn một chủng tộc. 0,97% dân số là người Hispanic hay Latinh thuộc một chủng tộc nào đó. (Xem Chủng tộc và dân tộc trong Thống kê Dân số Hoa Kỳ.)
Trong số 4.990 gia hộ ở trong thành phố có 32,7% hộ có trẻ em dưới 18 tuổi sống chung với họ, 57,2% là đôi vợ chồng sống với nhau, 9,4% có một chủ hộ nữ không có mặt chồng, và 30,5% không phải gia đình. 25,3% gia hộ có cá nhân sống riêng và 8,4% có người sống một mình 65 tuổi trở lên. Cỡ hộ trung bình là 2,48 người và cỡ gia đình trung bình là 3,01 người.
Trong thành phố, 25,4% dân số chưa 18 tuổi, 6,4% từ 18–24 tuổi, 27,8% từ 25–44 tuổi, 26,1% từ 45–64 tuổi, và 14,2% từ 65 tuổi trở lên.
Thu nhập trung bình của một gia hộ trong thành phố là 61.591 đô la mỗi năm và thu nhập trung bình của một gia đình là 69.494 đô la. Phái nam có thu nhập trung bình 52.743 đô la so với 35.060 đô la của phái nữ. Thu nhập bình quân đầu người là 33.801 đô la. Có 3,8% của các gia đình và 4,7% dân số sống dưới mức nghèo khổ, trong đó có 6,8% những người chưa 18 tuổi và 2,9% của những người 65 tuổi trở lên.